# Sydvästterritoriet
Sydvästterritoriet (engelska: Southwest Territory) eller Territoriet sydväst om Ohiofloden (engelska: Territory Southwest of the Ohio River), var ett amerikanskt territorium, som existerade från 26 maj 1790 och fram till 1 juni 1796, då det uppgick i den amerikanska delstaten Tennessee. Sydvästterritoriet skapades genom Southwest Ordinance, ur landområden  från Washingtondistriktett som tillfallit USA:s federala statsmakt från North Carolina. North Carolina hade tidigare gjort anspråk på området.

### Fotnoter
1. ↑  ”Tennessee” (på engelska). World Statesmen. http://www.worldstatesmen.org/US_states_S-U.html#Tennessee. Läst 20 juli 2015.